# Wasser (Overath)
Wasser ist ein Ortsteil von Overath im Rheinisch-Bergischen Kreis in Nordrhein-Westfalen, Deutschland.

## Lage und Beschreibung
Wasser ist ein langgestreckter, landwirtschaftlich genutzter Ortsteil oberhalb der Agger. Er ist am besten über die Kreisstraße 34 zu erreichen, die hier den Namen An der Sonne führt. Ortslagen in der Nähe sind Aulhof, Schiefenthal, Warth, Rittberg  und Lölsberg. Die ausgedehnten Feuchtgebiete der Gegend zählen naturräumlich betrachtet zu den Agger-Sülz-Hochflächen, in denen auch seltene Tiere und Pflanzen zuhause sind.
Der Bach Engsiefen, ein Zufluss der Agger, umfließt den Ort.

## Geschichte
Die Topographia Ducatus Montani des Erich Philipp Ploennies, Blatt Amt Steinbach, belegt, dass der Wohnplatz bereits 1715 drei Hofstellen besaß, die als Wasser beschriftet sind. Carl Friedrich von Wiebeking benennt die Hofschaft auf seiner Charte des Herzogthums Berg 1789 als Wasser. Aus ihr geht hervor, dass der Ort zu dieser Zeit Teil der Honschaft Heiliger im Kirchspiel Overath war.
Der Ort ist auf der Topographischen Aufnahme der Rheinlande von 1817 als Wasser verzeichnet. Die Preußische Uraufnahme von 1845 zeigt den Wohnplatz unbeschriftet. Ab der Preußischen Neuaufnahme von 1892 ist der Ort auf Messtischblättern regelmäßig als Wasser verzeichnet.
1822 lebten 22 Menschen im als Hof kategorisierten Ort, der nach dem Zusammenbruch der napoleonischen Administration und deren Ablösung zur Bürgermeisterei Overath im Kreis Mülheim am Rhein gehörte. Für das Jahr 1830 werden für den als Wasser bezeichneten Ort 26 Einwohner angegeben. Der 1845 laut der Uebersicht des Regierungs-Bezirks Cöln als Hof kategorisierte Ort besaß zu dieser Zeit fünf Wohngebäude mit 26 Einwohnern, alle katholischen Bekenntnisses. Die Gemeinde- und Gutbezirksstatistik der Rheinprovinz führt Wasser 1871 mit sechs Wohnhäusern und 32 Einwohnern auf. Im Gemeindelexikon für die Provinz Rheinland von 1888 werden für Wasser acht Wohnhäuser mit 27 Einwohnern angegeben. 1895 besitzt der Ort sieben Wohnhäuser mit 31 Einwohnern und gehörte konfessionell zum katholischen Kirchspiel Marialinden, 1905 werden sieben Wohnhäuser und 28 Einwohner angegeben.

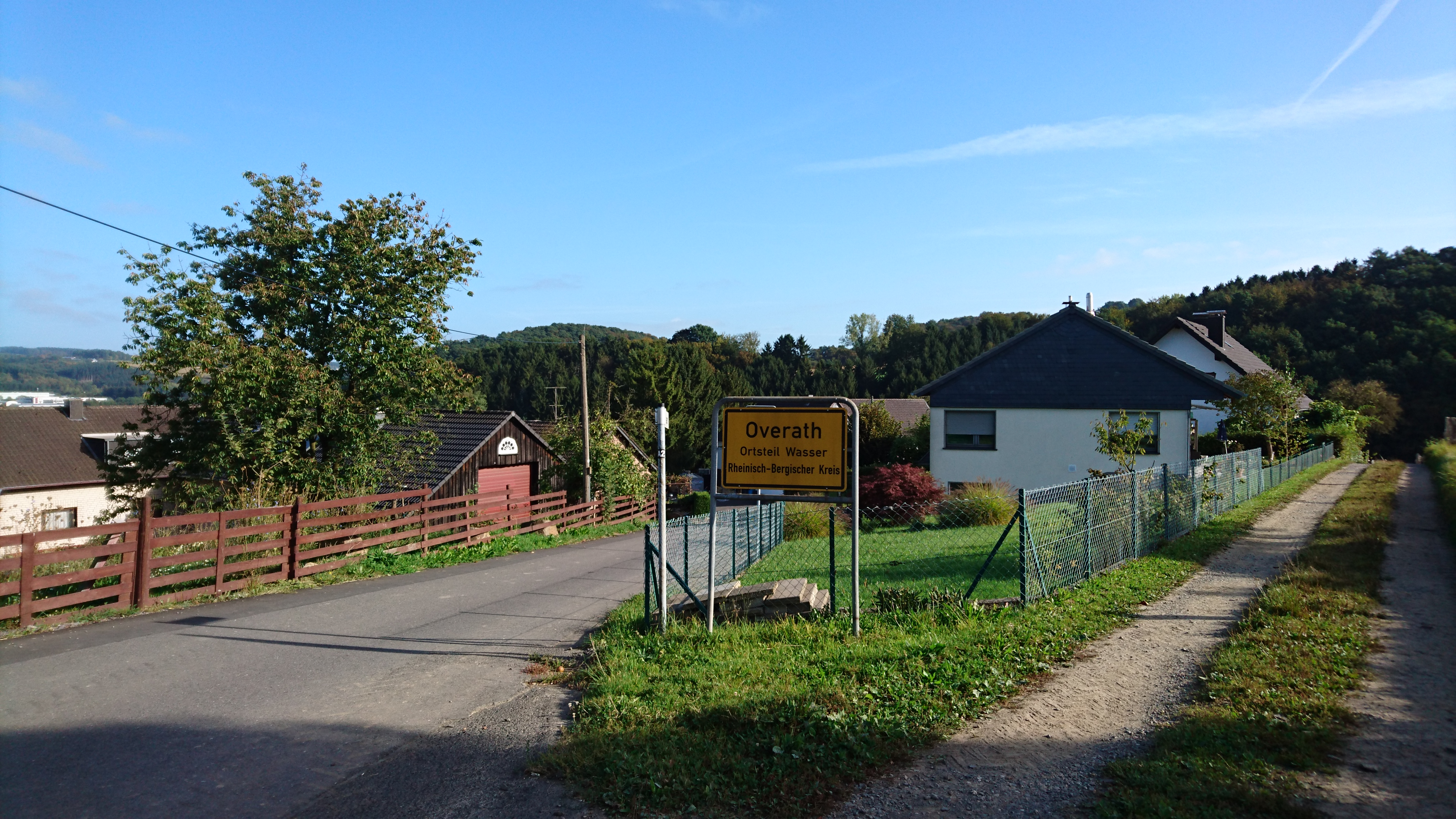
Ortseingang
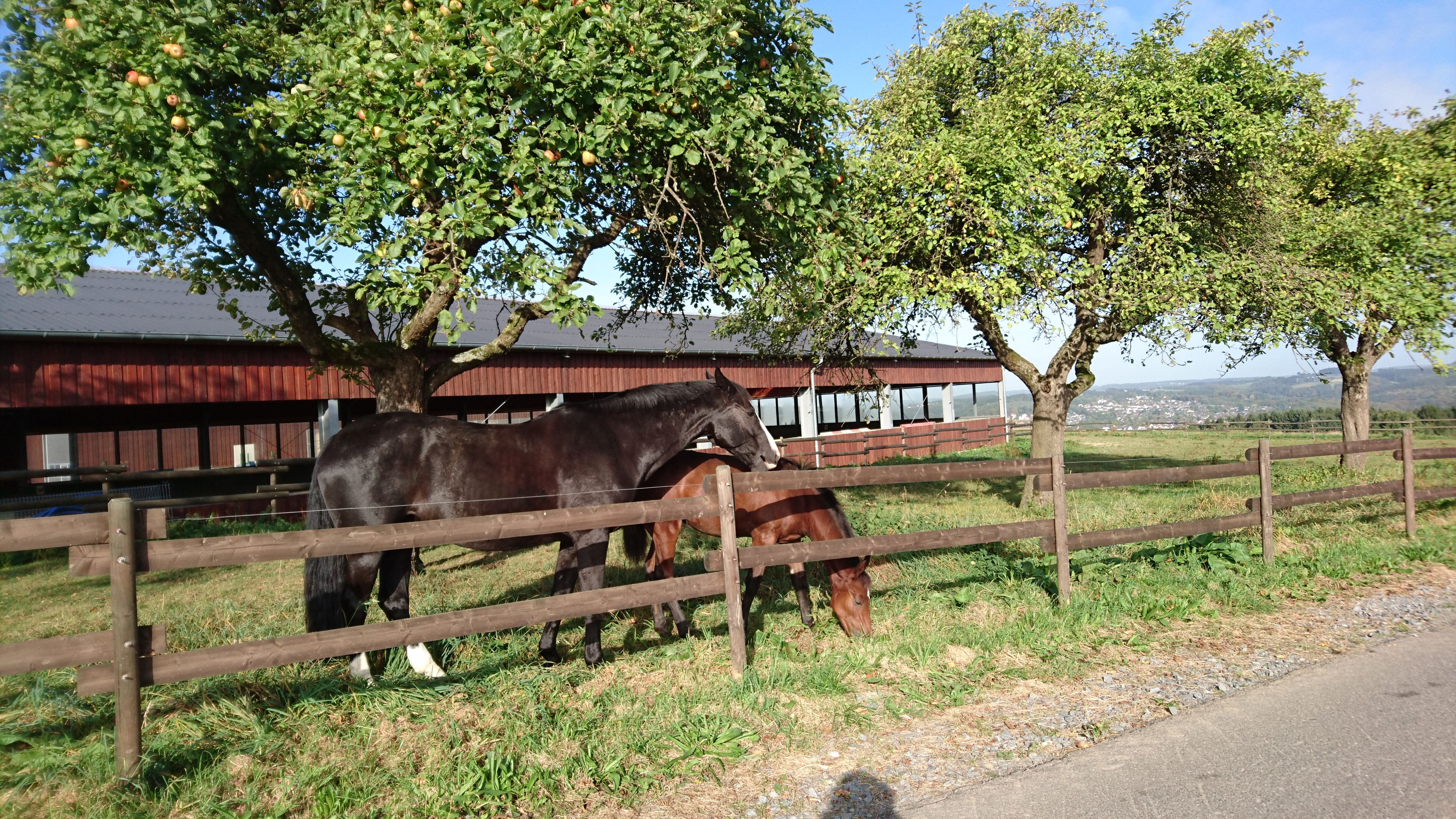
Pferdehof
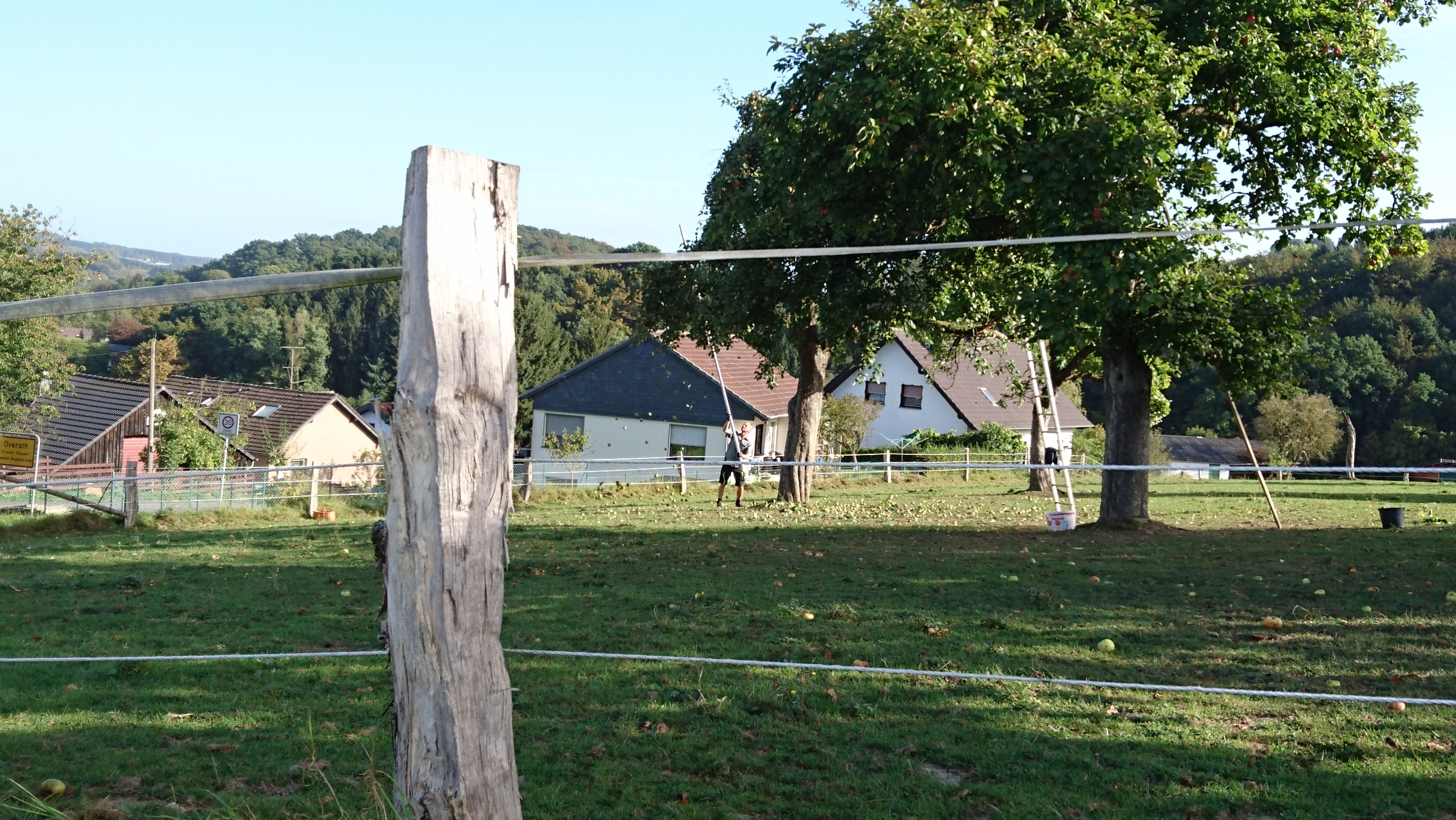
Apfelernte